# مدرسة ألبيرتون المجتمعية
مدرسة ألبيرتون المجتمعية (بالإنجليزية: Alperton Community School)‏ هي مدرسة ثانوية مختلطة. لدى الثانويّة عدّة تخصصات مثل الرياضيات والحوسبة والفنون. تقع مدرسة ألبرتون المجتمعيّة في منطقة ألبرتون في لندن بورو برنت، إنجلترا. لديها ما يقرب من 1750 طالب وطالبة. تم تحويل المدرسة إلى وضع الأكاديمية التعاونية في أيلول/سبتمبر 2012.   تنقسم المدرسة إلى موقعين: المدرسة الدنيا على طريق إيلينغ بالقرب من محطة مترو أنفاق ألبرتون، وتتكون من الصفوف السابع والثامن والتاسع والمدرسة العليا في شارع ستانلي، وتتألف من الصفوف العاشر والحادي عشر والثاني عشر والثالث عشر. جرَى تجديد المدرسة الابتدائية مؤخرًا. حصلت أندريا زافيراكو مُدرّسة الفنون والمنسوجات في مدرسة ألبرتون عام 2018 على جائزة أفضل معلم في العالم. قيَّم تقرير أوفستيد – وهو مكتبٌ معتمدٌ في تقييم جودة التعليم بناءً على معايير محددة مسبقًا – في تموز/يوليو من عام 2016 المدرسة بأنها «جيدة من حيثُ القيادة والإدارة».

## التاريخ

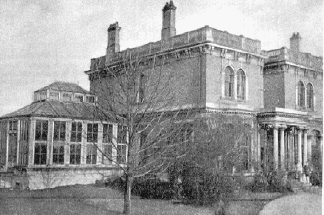
قاعة ألبرتون (حوالي 1921)

جرى شراء قصر قاعة ألبرتون عام 1922 من أجل دعم الاحتياجات التعليمية للمدينة الصناعية المتناميّة، وبحلول عام 1928 تبنَّت المدرسة اسم «مدرسة مقاطعة ويمبلي» وتم هدم القصر الأصلي في عام 1938 للسماح ببناء موقع جديد مناسب لمدرسة تقليدية.
تم تطوير مدرسة منفصلة في شارع إيلينغ تسمى مدرسة ألبيرتون المختلطة في عام 1948 في موقع جديد بالقرب من محطة مترو أنفاق ألبيرتون في مزرعة كينيدي (بالإنجليزية: Kennedy's Farm)‏ والتي تطلبت هدم جوي كوتيجيز المجاورة الموجودة بجانب المحطة. قُسّمت المدرسة عام 1957 إلى مدرستين; ألبيرتون للأولاد وألبيرتون للبنات.
دُمجت المدارس الثلاث، قواعد مقاطعة ويمبلي، وألبرتون للأولاد، وألبرتون للفتيات لتشكيل مدرسة ألبرتون الثانوية في عام 1967. تم تعيين السيد روي إينيس كمدير للمدرسة لمتابعة عملية الدمج والتطوير في المدارس الشاملة الجديدة إلى أن تقاعدَ بعد عقد من الزمن في عام 1977.
خلال أوائل التسعينيات ومن خلال مبادرة الإدارة المحلية للمدارس (LMS)، سيطرت المدرسة على مواردها المالية الخاصة وفي عام 1993 تم تغيير اسمها إلى مدرسة ألبيرتون المجتمعية. من عام 1991، شهد السيد بانكاج جولاب، بصفته نائبًا للرئيس، التغيير إلى مدرسة مُدارة محليًا وفي عام 1992 أصبح مدير المدرسة.

## فريق العمل
مُنحت جائزة المعلم العالمية لعام 2018 إلى أندريا زافيراكو، معلمة الفنون والمنسوجات في المدرسة.

## خريجين مميزون
- رون غرينوود (1932–35)، مدير ولاعب كرة قدم في إنجلترا
- جيمس سوندرز (1936-1941)، كاتب مسرحي إنجليزي
- كين نوريس (1947-1952)، عدَّاء
- نيكي هوبكنز (1955-59)، عازف بيانو وعازف أورغن إنجليزي
- كيث مون (1957-1958)، عازف درامز لـفرقة ذا هو
- ميرل أموري (1969-1974)، عضو مجلس لندن وأول زعيم أسود لسلطة محلية بريطانية[10]
- ديل بانتون (1972-1977)، لاعب كرة قدم إنجليزي
- غاري وادوك (1973–78)، مدير ولاعب كرة قدم
- بول ليشون (1988-1993)، ممثل إنجليزي
- الدكتور جيسون سيوودري (1990-1997)، طبيب رائد وأكاديمي طبي رائد

## روابط خارجية
- الموقع الرسمي